# Пуна (ГеоТЭС)
ГеоТЭС Пуна (англ. Puna Geothermal Venture (PGV)) — геотермальная электростанция в округе Гавайи (штат Гавайи, США) с установленной мощностью 38 МВт, расположена в восточной рифтовой зоне вулкана Килауэа. 

## Основные сведения
Строительство станции осуществлялось с 1989 года по 1993 год. На момент открытия в 1993 году мощность станции составляла 25 МВт, в 1995 году была увеличена до 30 МВт, а в 2012 году - до 38 МВт.:9 В 2015 году HELCO объявила, что Ormat был выбран в качестве победителя конкурса на добавление 25 МВт геотермальной генерирующей мощности в округе Пуна.

## Извержение 2018 года
В 2018 году планировалось увеличить производство на заводе до 46 МВт к 2020,:25 но последовавшее извержение Килауэа летом того же года привело к частичному повреждению оборудования станции, прекращению производства и к её консервированию на два года. После бурения новых скважин и реконструкции ГеоТЭС возобновила работу в ноябре 2020 года.